# Lunds östra station

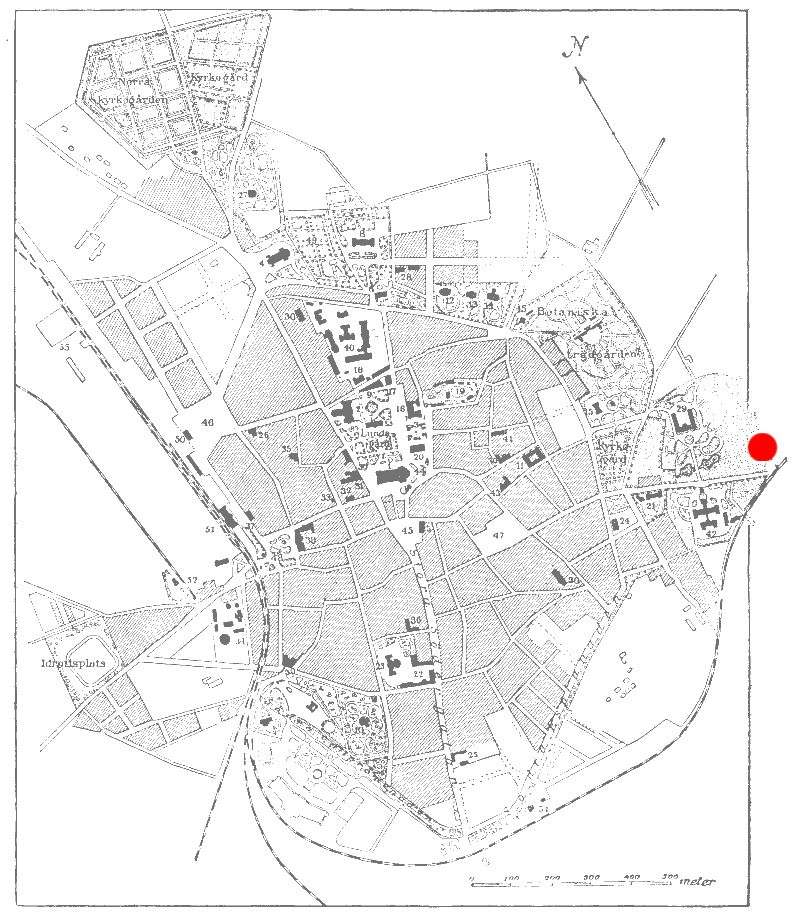
Gammal karta med Lunds östra markerat.

Lunds östra var en station vid Lund-Revinge-Harlösa järnväg i Skåne. Den öppnades 1905 och hade ett väntskjul samt en biljettkiosk. Från början skulle stationen hetat Lilla Råby. Men namnet ändrades före invigningen, med tanke på att byn Lilla Råby byggts in i Lund. Stationen låg ungefär vid Dalbyvägen.